# Газетир
Газетир — алфавітний перелік географічних назв із зазначенням місця розташування об'єктів, до яких ці назви відносять і нерідко з додатковою інформацією про них. Такий перелік може слугувати стабільною основою для створення карт, інших довідкових посібників з географії, у інших сферах життя.
Газетир географічних назв світу, укладений у 2006 році, містить 80 886 назв українською мовою.
«У ньому географічні назви подані окремо за континентами:
- Географічні назви Ґренландії;
- Географічні назви Південної Америки та Антарктиди;
- Географічні назви Північної Америки;
- Географічні назви Африки, Австралії та Океанії;
- Географічні назви Європи;
- Географічні назви Азії.

Газетир подано за станом на 2005 р. З того часу на політичній карті світу відбулися певні зміни, які стосуються назв окремих країн і адміністративно-територіального устрою деяких країн. Назви населених пунктів, соціальних, фізико-географічних та орографічних об'єктів залишилися без змін».
Довідник доступний за посиланням Газетир (покажчик) географічних назв світу. — Київ: Мінекоресурсів України, 2006—1986 с. [Архівовано 4 травня 2021 у Wayback Machine.]
Стародавня топоніміка й етноніміка території сучасної України представлена в географічному словнику 5-го століття Стефана Візантійського. До словника включені дані, що ніде більше не збереглись в античній літературі: про скіфські племена ісепів, едів, міргетів, язаватів та ін.; у словнику також наведені різночитання в написанні північнопричорноморських топонімів і етнонімів.